# ريمي فوغل
ريمي فوغل (26 نوفمبر 1960 في فرنسا - 17 أكتوبر 2016) (بالفرنسية: Rémy Vogel)‏ هو لاعب كرة قدم فرنسي في مركز الوسط. شارك مع منتخب فرنسا لكرة القدم. أما مع النوادي، فقد لعب مع نادي ستراسبورغ ونادي موناكو.

## وصلات خارجية
- ريمي فوغل على موقع قاعدة بيانات كرة القدم.إي يو (الإنجليزية)
- ريمي فوغل على موقع ناشيونال فوتبول تيمز (الإنجليزية)